# Alfredo Guarini
Alfonso Antonio Alfredo Guarini (* 23. Mai 1901 in Sestri Ponente; † 6. April 1981 in Rom) war ein italienischer Filmproduzent und -regisseur.

## Leben
Nach einem Abschluss in Wirtschaftswissenschaften arbeitete Guarini 1928 in Venedig als Assistent von Alexander Korda und arbeitete an Dokumentationen, die in Berlin und Paris entstanden. Zurück in seinem Heimatland gründete er die Firma „Tirena Film“, für die er von 1934 bis 1937 in verschiedenen Funktionen (als Organisator, als Produzent, hin und wieder als Regisseur) tätig war. Erneut verließ er Italien und ging nach Hollywood, wo er zwei Drehbücher schrieb und seine zukünftige Frau Isa Miranda kennenlernte, die er im Juli 1939 heiratete. 1940 gelangte Guarini wieder in Rom an und inszenierte bis 1943 etliche Filme mit seiner Frau in der Hauptrolle. So führte er 1941 Regie bei Die weiße Göttin. Darsteller waren u. a. Isa Miranda, Gustav Diessl und Fosco Giachetti.
Eine letzte Regiearbeit entstand zehn Jahre später – eine Episode des von ihm produzierten Films Wir Frauen. Für die „Italia Film“ war er von 1948 bis 1962 mit Produktionsaufgaben für teilweise künstlerisch bedeutende Filme beschäftigt.

## Filmografie (Auswahl)

### Regisseur
- 1933: La rue (Dokumentarfilm)
- 1953: Wir Frauen (Siamo donne) (eine Episode)

### Produzent
- 1949: Die Mauern von Malapaga (Le mura di Malapaga)
- 1957: Maurizio (I colpevoli)
- 1959: Der Favorit der Zarin (Le secret du Chevalier d'Éon)
- 1962: Taurus – Der Gigant von Thessalien (Taur, re della forza bruta)